# Сосна болотная
Сосна болотная, или длиннохвойная (лат. Pínus palústris) — североамериканский вид растений рода Сосна (Pinus) семейства Сосновые (Pinaceae). Является деревом-символом штата Алабама.

## Ботаническое описание

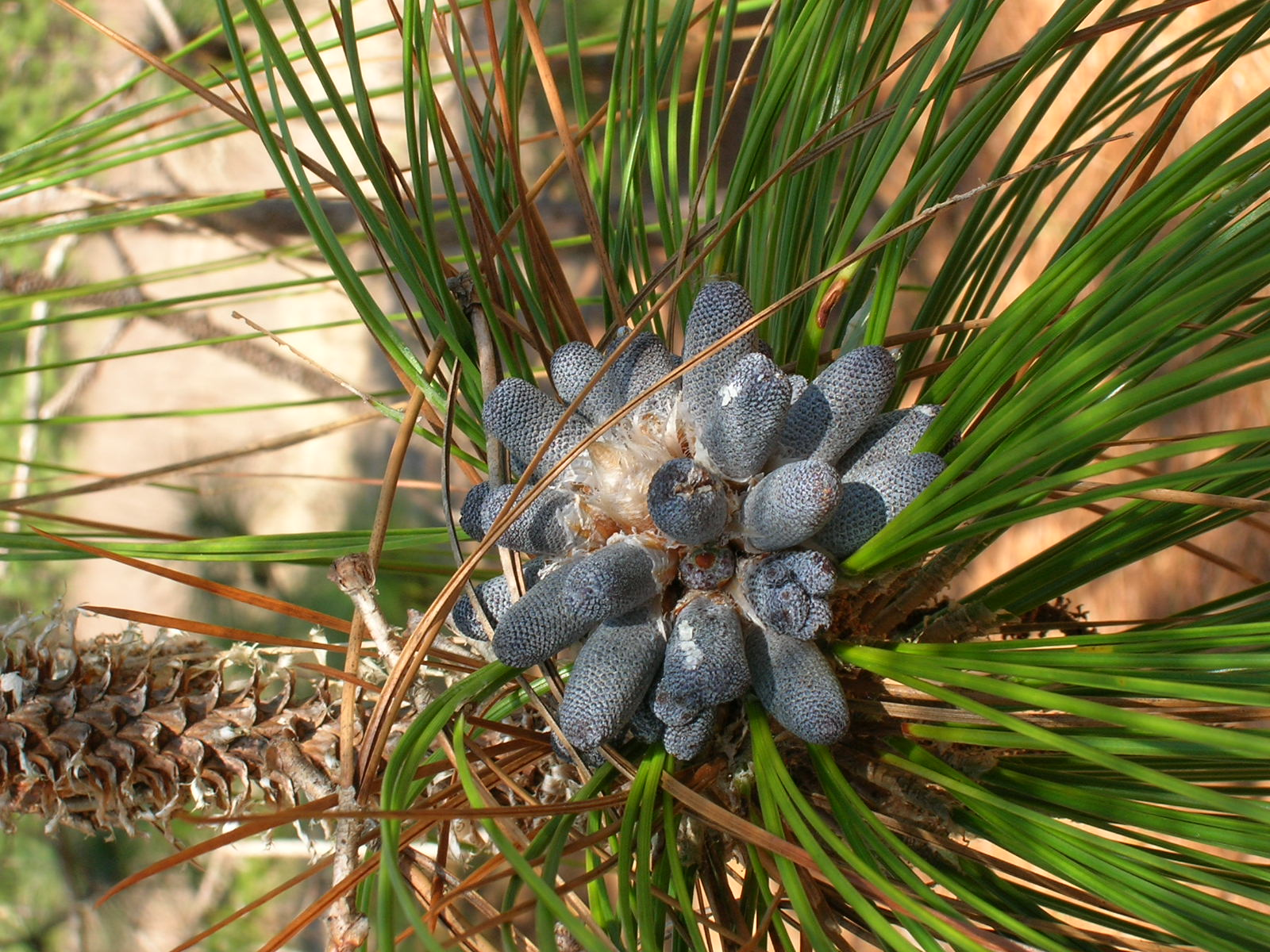
Мужские стробилы

Сосна болотная — дерево до 47 м в высоту, ствол которого достигает 1,2 м в диаметре, с округлой кроной. Кора рыже-коричневая, чешуйчато-бороздчатая. Молодые ветки оранжево-бурые, затем темнеющие.
Почки серебристо-белые, яйцевидные, до 4 см.
Хвоя сохраняющаяся на протяжении 2 лет. Хвоинки собранные в пучки обычно по 3, реже по 2, длинные, до 45 см длиной, прямые, различных оттенков жёлто-зелёного цвета; края хвоинок мелкозубчатые.
Мужские стробилы цилиндрической формы, около 5 см длиной, сиреневатого цвета. Женские стробилы двулетние, незрелые — ланцетовидные, затем раскрывающиеся и становящиеся узко-яйцевидными, тёмно-коричневого цвета, 15—25 см длиной. Чешуйки жёсткие, с коротко-заострённой верхушкой.
Семена притупленно-обратнояйцевидной формы, около 10 мм, светло-коричневые, с крылом до 4 см.
Число хромосом — 2n = 24.

## Ареал
Сосна болотная распространена в юго-восточной части Северной Америки. Северная граница естественного ареала — юг Виргинии и Северная Каролина, западная — восток Техаса и Луизиана.
Отличается исключительной пожароустойчивостью.

## Таксономия

### Синонимы
- Pinus australis F.Michx., 1810
- Pinus australis var. excelsa (Booth ex J.Forbes) Carrière, 1855
- Pinus longifolia Salisb., 1796, nom. illeg.
- Pinus palmieri G.Manetti ex Gordon, 1862, nom. inval.
- Pinus taeda var. palustris (Mill.) Castigl., 1790